# Confer
Confer, a veces cónfer, generalmente abreviada cf. o cfr., es una voz utilizada en escritos para indicar que se debe consultar algo, un determinado texto o pasaje. Es la forma imperativa del verbo latino conferre (‘comparar’).
Asimismo, vide (imperativo de vidēre, ‘ver’) se utiliza también en impresos y manuscritos precediendo a la indicación del lugar o página que ha de ver el lector para encontrar algo.